# قسم درة صيدي الريفي (مقاطعة بروجرد)
قسم درة صیدي الريفي (بالفارسية: دهستان دره‌صیدی) هي منطقة ريفية تقع في إيران في قسم. يقدر عدد سكانها بـ 5,066 نسمة .